# Constance (fille de Constantin Ier)
Pour les articles homonymes, voir Constance.
Constance (née entre 307 et 317 et morte en 354) est la fille aînée de Constantin Ier et de sa seconde épouse Fausta. Titrée Augusta, elle exerce le pouvoir auprès d'Hannibalianus, puis seule et, enfin, auprès du césar Constantius Gallus, en Syrie. Vénérée comme sainte par les Églises catholique et orthodoxes, elle est célébrée le 18 février,.

## Biographie

### Une femme de pouvoir...
En 335, Flavia Valeria Constantina épouse son cousin Flavius Hannibalianus, afin de marquer son élévation au titre de « Rois des Rois et des peuples du Pont » par son père, Constantin Ier. Elle est alors titrée Augusta par ce dernier. À la mort de Constantin en 337, la garde impériale massacre une partie de la famille constantinienne. Hannibalianus est exécuté. Constance exerce alors le pouvoir seule et encourage Vétranion à défier Magnence, afin de protéger les intérêts politiques de sa famille et de préserver son propre pouvoir,.
Vers 349, Constance est mariée par son frère Constance II à son cousin Constantius Gallus, qu'il nomme au titre de césar en 351. Le couple a une fille nommée Anastasia.
Ils sont envoyés à Antioche pour gouverner la Syrie. Elle y exerce par ailleurs une forte influence politique.
En 354, lorsque l'empereur Constance II rappelle Constantius Gallus en Occident afin de le punir de sa mauvaise gestion des crises en Orient, celui-ci envoie sa femme auprès de son frère pour l'apaiser. Mais elle tombe malade et meurt pendant le trajet, à Caeni Gallicani, en Bithynie. Son corps est alors envoyé à Rome, où il est inhumé près de la Via Nomentana, dans un mausolée construit pour elle à la demande de son père.

### ... et de foi

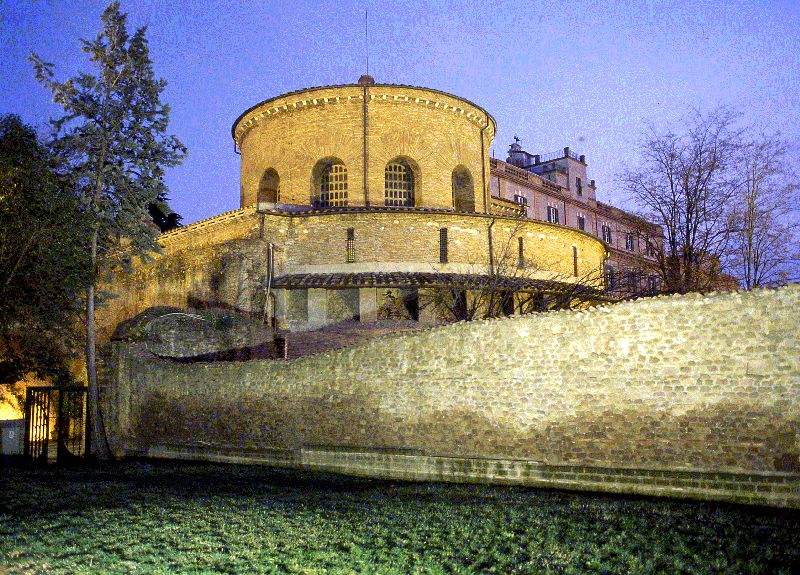
L'église Santa Costanza, à Rome.

Selon la Tradition de l'Église, Constance tombe gravement malade peu après la mort d'Hannibalianus. Elle se recueille alors sur les tombes d'Agnès de Rome et de sainte Émérance. Miraculeusement guérie, elle se convertit au christianisme, dont son père est déjà proche. 
Lorsque Constantius Gallus, encore païen, demande à l'empereur de lui accorder la main de sa fille, l'embarras de Constantin Ier est très grand, car celle-ci est chrétienne et a fait vœu de chasteté. Constance conseille à son père de ne donner qu'un vague espoir à son prétendant, et le fait prier d'emmener avec lui, pendant la guerre contre les Scythes, Jean et Paul, ses primiciers : elle prend, de son côté, auprès d'elle, Attique et Artémie, les deux filles de Gallus. Elle les convertit au christianisme et vit avec elles comme une vierge consacrée. Elle fait également construire la basilique Sant'Agnese fuori le Mura, à Rome.
De son côté, Gallus se convertit au christianisme après sa victoire miraculeuse sur les Scythes.
Vénérée comme une sainte, son mausolée est à l'église Santa Costanza et son sarcophage est conservé au Vatican. Elle est célébrée seule le 18 février, et en même temps que ses belles-filles le 25 février.

## Sources
- (en) Cet article est partiellement ou en totalité issu de l’article de Wikipédia en anglais intitulé « Constantina » (voir la liste des auteurs).

- (it) Cet article est partiellement ou en totalité issu de l’article de Wikipédia en italien intitulé « Costantina » (voir la liste des auteurs).